# Гирьовий спорт

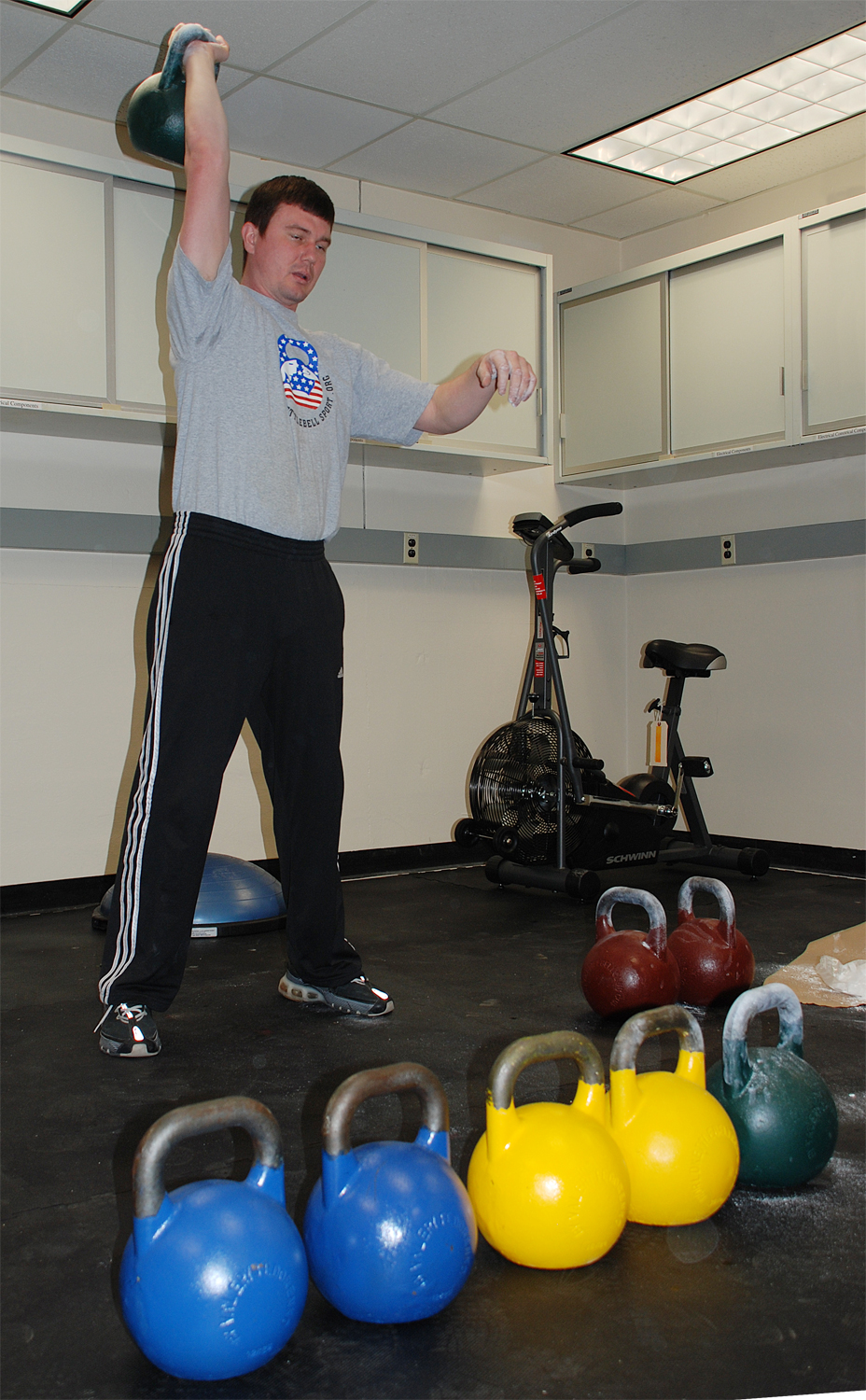
Ривок гирі

Гирьовий спорт — циклічний силовий вид спорту, який ґрунтується на підніманнях гир (гирі) максимальну кількість разів за визначений проміжок часу згідно з правилами змагань у двох змагальних вправах (двоборство: поштовх, ривок) або в одній (поштовх довгим циклом).

## Історія
Після всенародної популярності, яку вправи з ваговими гирями отримали наприкінці XIX і на початку XX ст., на довгий час гирі перетворились на різновид циркового мистецтва і стали допоміжними засобами розвитку фізичних якостей в інших видах спорту, залишаючись при тому атрибутом народних гулянь і розваг.
Новітня історія гирьового спорту в Україні починається в 1960-х роках. Змагання з гирями швидко розповсюджуються в сільській місцевості, на заводах, в армії і флоті та серед студентської молоді. 1970 в Україні затверджуються перші правила змагань, до яких увійшли три вправи (триборство) — жим гирі кожною рукою, поштовх двох гир від грудей і ривок одною рукою. Залежно від рангу, змагання проводяться з гирями 16, 24 і 32 кг. Враховуючи зростаючу популярність і доступність змагань з гирями, в Україні 1974 вперше введено почесне спортивне звання «Майстер спорту з гирьового спорту».
Значним поштовхом у подальшому розвитку гирьового спорту в Україні було прийняття 1985 року Єдиних всесоюзних правил змагань, проведення першого чемпіонату СРСР і введення почесного спортивного звання «Майстер спорту СРСР». Перший всесоюзний чемпіонат проводився 23 — 24 листопада 1985 в місті Липецьку (Росія).
Після розпаду Радянського Союзу у 1992 була створена Міжнародна федерація гирьового спорту (МФГС) і Федерація гирьового спорту України (ФГСУ).
З 1988 в Україні розвивається новий напрям гирьового спорту — композиційне жонглювання, започаткований групою силового жонглювання «Козацькі витівки», створеною на базі Національного медичного університету їм. О. О. Богомольця. Своїми виступами, побудованими у стилі українських народних танців, група сприяє популяризації гирьового спорту серед населення України, а також у країнах ближнього і дальнього зарубіжжя, та відродженню культурної спадщини України.
Найвидатнішими досягненнями наших гирьовиків можна вважати результат Федора Усенка з м. Суми у поштовху двох двопудових гир — 149 разів у ваговій категорії до 80 кг, показаний у 1989 році та не перевершений до сьогодні, рекорд у ривку Юрія Петренка з міста Черкаси — по 110 підйомів кожною рукою (1998); а також досягнення тринадцятиразового чемпіона світу Романа Михальчука з міста Луганська, який першим серед гирьовиків України удостоєний високого спортивного звання «Заслужений майстер спорту України».

## Нормативи
Примітка: нормативи взяті з неофіційного сайту.
| В/к         | Вага гирі 32 кг | Вага гирі 32 кг | Вага гирі 32 кг | Вага гирі 24 кг | Вага гирі 24 кг | Вага гирі 24 кг | Вага гирі 16 кг | Вага гирі 16 кг | Вага гирі 16 кг |
| ----------- | --------------- | --------------- | --------------- | --------------- | --------------- | --------------- | --------------- | --------------- | --------------- |
| В/к         | МСМК            | МС              | КМС             | I               | II              | III             | Ію              | ІІю             | IIIю            |
| В/к 48 кг   |                 |                 |                 |                 |                 |                 | 100             | 65              | 40              |
| В/к 53 кг   |                 |                 |                 |                 |                 |                 | 110             | 75              | 45              |
| В/к 58 кг   |                 |                 |                 | 80              | 60              | 40              | 120             | 85              | 50              |
| В/к 63 кг   | 145             | 95              | 60              | 90              | 70              | 50              | 130             | 95              | 55              |
| В/к 68 кг   | 165             | 110             | 70              | 100             | 80              | 55              | 140             | 100             | 60              |
| В/к 73 кг   | 180             | 125             | 82              | 110             | 85              | 60              | 150             | 110             | 65              |
| В/к +73 кг  |                 |                 |                 | 115             | 90              | 65              | 160             | 115             | 70              |
| В/к 78 кг   | 195             | 135             | 92              | 120             | 95              | 70              |                 |                 |                 |
| В/к 85 кг   | 205             | 145             | 105             | 130             | 100             | 75              |                 |                 |                 |
| В/к +85 кг  |                 |                 |                 | 135             | 105             | 80              |                 |                 |                 |
| В/к 95 кг   | 215             | 155             | 110             | 140             | 110             | 85              |                 |                 |                 |
| В/к 105 кг  | 220             | 160             | 115             | 150             | 120             | 90              |                 |                 |                 |
| В/к +105 кг | 222             | 165             | 120             | 155             | 130             | 100             |                 |                 |                 |

| В/к         | Вага гирі 32 кг | Вага гирі 32 кг | Вага гирі 32 кг | Вага гирі 24 кг | Вага гирі 24 кг | Вага гирі 24 кг | Вага гирі 16 кг | Вага гирі 16 кг | Вага гирі 16 кг |
| ----------- | --------------- | --------------- | --------------- | --------------- | --------------- | --------------- | --------------- | --------------- | --------------- |
| В/к         | МСМК            | МС              | КМС             | I               | II              | III             | Ію              | ІІю             | IIIю            |
| В/к 48 кг   |                 |                 |                 |                 |                 |                 | 30              | 25              | 20              |
| В/к 53 кг   |                 |                 |                 |                 |                 |                 | 38              | 32              | 26              |
| В/к 58 кг   |                 |                 |                 | 45              | 35              | 25              | 45              | 38              | 30              |
| В/к 63 кг   | 48              | 37              | 28              | 50              | 39              | 29              | 51              | 41              | 32              |
| В/к 68 кг   | 57              | 44              | 35              | 55              | 44              | 33              | 56              | 46              | 36              |
| В/к 73 кг   | 64              | 49              | 41              | 60              | 48              | 36              | 61              | 51              | 41              |
| В/к +73 кг  |                 |                 |                 | 62              | 50              | 38              | 64              | 54              | 44              |
| В/к 78 кг   | 69              | 53              | 45              | 64              | 52              | 40              |                 |                 |                 |
| В/к 85 кг   | 75              | 57              | 48              | 69              | 56              | 44              |                 |                 |                 |
| В/к +85 кг  |                 |                 |                 | 73              | 59              | 46              |                 |                 |                 |
| В/к 95 кг   | 80              | 60              | 52              | 76              | 62              | 48              |                 |                 |                 |
| В/к 105 кг  | 82              | 62              | 55              | 80              | 65              | 50              |                 |                 |                 |
| В/к +105 кг | 85              | 64              | 57              | 85              | 70              | 55              |                 |                 |                 |

| В/к        | Вага гирі 24 кг | Вага гирі 24 кг | Вага гирі 24 кг | Вага гирі 16 кг | Вага гирі 16 кг | Вага гирі 16 кг |
| ---------- | --------------- | --------------- | --------------- | --------------- | --------------- | --------------- |
| В/к        | МСМК            | МС              | КМС             | I               | II              | III             |
| В/к 53 кг  |                 |                 |                 | 80              | 60              | 40              |
| В/к 58 кг  | 120             | 100             | 55              | 90              | 70              | 50              |
| В/к 63 кг  | 130             | 110             | 63              | 100             | 80              | 60              |
| В/к 63+ кг |                 |                 |                 | 105             | 85              | 65              |
| В/к 68 кг  | 140             | 120             | 69              | 110             | 90              | 70              |
| В/к 68+ кг | 150             | 130             | 73              | 120             | 100             | 80              |